# Duluth (Washington)
Duluth es un lugar designado por el censo ubicado en el condado de Clark en el estado estadounidense de Washington. En el año 2010 tenía una población de 1.544 habitantes.

## Geografía
Duluth se encuentra ubicado en las coordenadas 45°47′2″N 122°38′49″O / 45.78389, -122.64694.